# Грибен (Эльба)
Грибен (нем. Grieben) — деревня в Германии, в земле Саксония-Анхальт. Входит в состав города Тангерхютте района Штендаль.
Население составляет 784 человека (на 31 декабря 2006 года). Занимает площадь 20,35 км².
До весны 2010 года Грибен имела статус общины (коммуны). 31 мая 2010 года вместе с другими общинами управления Тангерхютте-Ланд вошла в состав города Тангерхютте.

## Достопримечательности

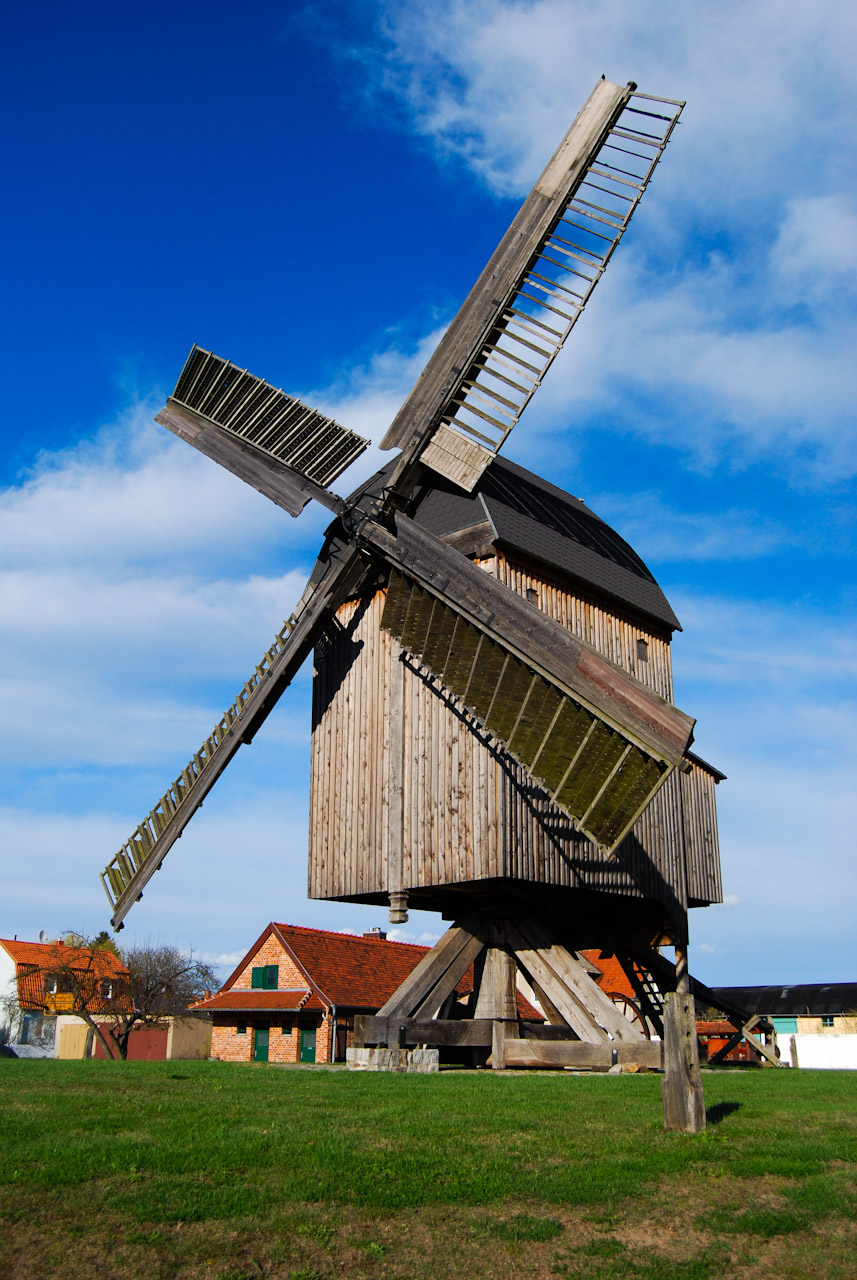
Ветряная мельница в Грибене

- Бывший усадебный парк
- Ветряная мельница